# Nona (namn)

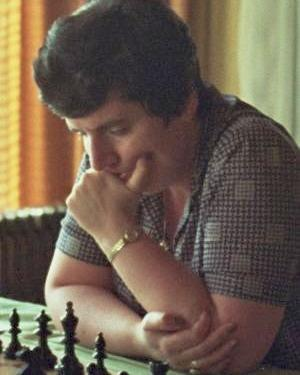
Nona Gaprindasjvili, 1982.

Nona är ett kvinnligt som kommer från latinets nonus, nionde. Namnet är vanligt förekommande i bland annat Georgien. I Sverige bar 59 kvinnor namnet per den 31 december 2012.

## Personer med namnet Nona
- Nona Gaprindasjvili, georgisk schackvärldsmästare.
- Nona Gaye, amerikansk sångerska.